# Мусиенко, Александр Валентинович
Александр Валентинович Мусиенко (родился 16 марта 1964 года в Белой Церкви) — полковник формирований специального назначения ГРУ ГШ Вооружённых сил СССР и России, участник боёв в Афганистане, Таджикистане и Чечне (свыше 150 боестолкновений), один из организаторов операции по ликвидации Р. Гелаева.

## Биография

### Воинская служба

#### Афганистан
Родился в 1964 году в городе Белая Церковь (Киевская область) УССР. Учился в 1981—1985 годах в Киевском высшем общевойсковом командном училище, в 2001—2004 годах в Общевойсковой академии ВС России. В 1985 году был направлен в Туркестанский военный округ, а оттуда попал в ОКСВА, в 154-й отдельный отряд специального назначения (1-й мусульманский батальон). На момент выпуска прекрасно разбирался в технике и вооружении, владел топографией и умел ориентироваться на незнакомой местности по карте.
В составе отряда Мусиенко выполнял разведывательно-диверсионные задачи, атакуя конвои с оружием, шедшие из Пакистана. Участник 96 боевых выходов, из них около 20% были результативными. Боевое крещение принял у местечка Багича (25 км к югу от Джелалабада), атаковав моджахедов в составе двух групп разведки при поддержке вертолётов Ми-24 и Ми-8. В том бою уничтожил одного противника выстрелами из пулемёта, но отряд потерял командира роты капитана Алексея Туркова и командира взвода лейтенанта Евгения Овсянникова (он же командир группы). В течение двух лет Мусиенко командовал группой 1-й роты 154-го отряда, занимал также должность заместителя командира роты 334-го Асадабадского отряда специального назначения, действовавшего в районе Кунара (служил 8 месяцев). Участник многих налётов на опорные пункты моджахедов.
По некоторым данным, отряд Мусиенко в 1986 году участвовал в секретной операции «Карера» по уничтожению укрепрайона исламского полка имени Абдул Вакиля, который скрывался в Пакистане. Официально командование отрицало факт пребывания советских войск на территории Пакистана.

#### Таджикистан
После окончания Афганской войны Мусиенко был направлен в Нагорный Карабах, где был свидетелем многочисленных боёв между армянами и азербайджанцами. После распада СССР 15-я бригада ГРУ была передана ВС Узбекистана, и он получил звание майора приказом министра обороны Узбекистана Рустама Ахмедова. Летом 1992 года началась гражданская война в Таджикистане, и Мусиенко был направлен для «восстановлении конституционного строя республики Таджикистан» в составе разведотряда специального назначения под командованием Владимира Квачкова. Занимал пост начальника штаба в отряде.
Мусиенко был свидетелем многочисленных массовых убийств и изнасилований: на перевале Шар-Шар его отряд обнаружил 30 человек, убитых бандой Мулло Аджика, а в карьере Курган-Тюбе более 350 убитых кулябцев. Для легализации он примкнул к Народному фронту Таджикистана, которым руководил бывший уголовный авторитет Сангак Сафаров, познакомивший Мусиенко с будущим президентом Эмомали Рахмоновым, который возглавил движение после гибели Сафарова. Мусиенко был советником министра внутренних дел Таджикистана и обучал солдат Народного фронта тактике войны против ваххабитов. Его отряд в 1993 году взял высоты в Каратегинской долине, а к концу зимы захватил Ромитский укрепрайон. Участник штурма Шар-Шара 11 ноября 1992 года: с двумя десятками бойцов, двумя БТР, двумя гранатомётами и одним миномётом его отряд взял перевал и выбил боевиков. Участие 15-й бригады во многом способствовало разгрому ваххабитов и приходу Рахмонова к власти в стране.
В 1993 году полковник Мусиенко участвовал в съёмках художественного фильма «Чёрная акула».

#### Чечня
После окончания войны Мусиенко вернулся в Россию и был назначен преподавателем в Новосибирском высшем военном командном училище на кафедре специальной разведки, где готовил офицеров для частей и соединений спецназа Министерства обороны РФ. Он прославился как организатор операции по ликвидации Руслана Гелаева: руководил воздушным командным пунктом, который координировал силы разведки в районе хребта Куса, где скрывался отряд Гелаева (около Цумады). В начале операции, в декабре 2003 года было совершено 36 вылетов за 11 дней, а на второй день вылета был убит араб Абу-Ясин, который убил командира 3-й пограничной заставы, капитана Радима Халикова. Несмотря на недоверие со стороны командования, 20 декабря Мусиенко нашёл скрывавшийся отряд и организовал бомбардировку ущелий.
С борта вертолёта Ми-8 Мусиенко организовал налёт Су-25, за штурвалом которого был генерал-лейтенант Владимир Горбась, командующий 4-й армией ВВС. В результате бомбардировки ледников произошёл сход лавин, отрезавший боевикам пути к отступлению. 27 декабря четверо боевиков были убиты спецназовцами, ещё трое попали в плен. Ещё раньше 24 декабря в плен был схвачен Али Магомадов, который сознался в том, что командиром бандгруппы является Гелаев. По просьбе Мусиенко отряду был выделен вертолёт Ка-27, который прибыл через трое суток на Каспий. У убитых боевиков тем временем спецназовцы обнаружили огромное количество горного снаряжения от альпинистских верёвок до горных ботинок и курток. Спецназу этого изначально не выделили, что привело к гибели радиста и его командира лейтенанта Алексея Дергунова.
28 декабря Волгоградский разведывательный батальон обнаружил группу боевиков, которые спускались по скале, но решил взять их живьём и не докладывать на ВКП, что привело к затяжному бою: один боец был ранен. Чеченцы укрылись в пещере, держа дно каньона под огнём, однако благодаря миномётному обстрелу отряда прапорщика Игоря Мокрушина удалось выманить и уничтожить несколько боевиков (правда, солдаты потеряли ещё одного убитого, седьмого по счёту за время операции). Утром 29 декабря три группы спецназа пошли в район пещеры, и там разгорелся бой, в ходе которого Мусиенко с борта Ми-8 открыл огонь из пулемёта по двум боевикам, одним из которых был Гелаев. Однако командир экипажа вертолёта решил выпустить 80-мм авиационные ракеты: боевиков смело с хребта и завалило лавиной.
Официально пресс-службы сообщают, что Гелаева обнаружил младший сержант Дмитрий Буянов утром 28 февраля 2004 года, но принял его за подозрительного пастуха. Буянов отправил рядовых Абдулхалика Курбанова и Мухтара Сулейманова, чтобы задержать подозрительного человека. Гелаев открыл огонь по обоим из засады и смертельно ранил солдат, но Сулейманов и Курбанов успели обстрелять Гелаева: Курбанов выпустил полный магазин и перебил руки и бедро полевому командиру, который умер от полученных ранений. Однако Мусиенко утверждает, что Гелаев погиб ещё 29 декабря 2003 года: по заключению патологоанатома, он погиб от «множественных осколочных ранений, переломов конечностей и кровопотери в результате травматического отсечения кисти руки», которые были вызваны именно ракетным обстрелом.
Всего было уничтожено 20 боевиков, 9 попали в плен. Мусиенко был представлен к званию Героя России, затем к ордену «За заслуги перед Отечеством» 2-й степени и именному оружию, но не получил эти награды. Звание Героя России посмертно получил командир группы спецназа Алексей Дергунов, а в 2006 году сам Мусиенко был уволен. По его словам, он был отправлен в запас за критику командования, которое не предоставило достаточное горное снаряжение и обмундирование спецназу, что привело к затягиванию операции.

### После службы
После воинской службы с 2007 по 2010 годы работал ответственным секретарём «Солдаты России», «Офицерское собрание». «Столичный депутат», «Союзники ОДКБ». С 2010 по 2011 годы работал заместителем начальника Отдела молодежной политики Управления информации и общественных связей Центрального совета ДОСААФ России. С 2011 года — ведущий специалист Департамента специальных проектов компании «Базовый элемент».
Автор книги «Спецназ ГРУ в Афганистане. 1979—1989», серии руководств по боевому применению подразделений спецназа, а также статей в изданиях. Организатор международных сборов военно-патриотических клубов государств-членов ОДКБ, инструктор по выживанию и тактике группы военно-патриотических организаций (в том числе спортивно-оздоровительных лагерей).

## Личная жизнь
Женат, есть три дочери и внучка. Увлекается экстремальным туризмом, кузнечным делом, спиннинговой рыбалкой, охотой и фотоохотой.

## Награды
- Орден «За заслуги перед Отчеством» 4 степени с мечами
- Орден Мужества
- Орден Красной Звезды
- Орден «За личное мужество»
- Орден «За службу Родине в Вооружённых силах СССР» 3 степени
- Медаль «70 лет Вооружённых Сил СССР»
- Медаль «За отличие в военной службе» Министерства обороны 1 степени